# Катр-Бра
Катр-Бра ([kat.ʁə bʁɑ], французькою перехрестя, хрещата дорога) — село в муніципалітеті Женап, Валлонія, Бельгія. Лежить на перехресті дороги Шарлеруа - Брюссель (зараз вона називається шосе N5) і дороги Нівель - Намюр на південь від Женап.

16 червня 1815 року біля перехрестя Катр-Бра відбулася битва при Катр-Бра (частина кампанії Ватерлоо ) між контингентами армії англо-союзників і лівого крила французької армії. Є кілька пам'ятників, присвячених битві при Катр-Бра.

Пам'ятники в Катр-Бра
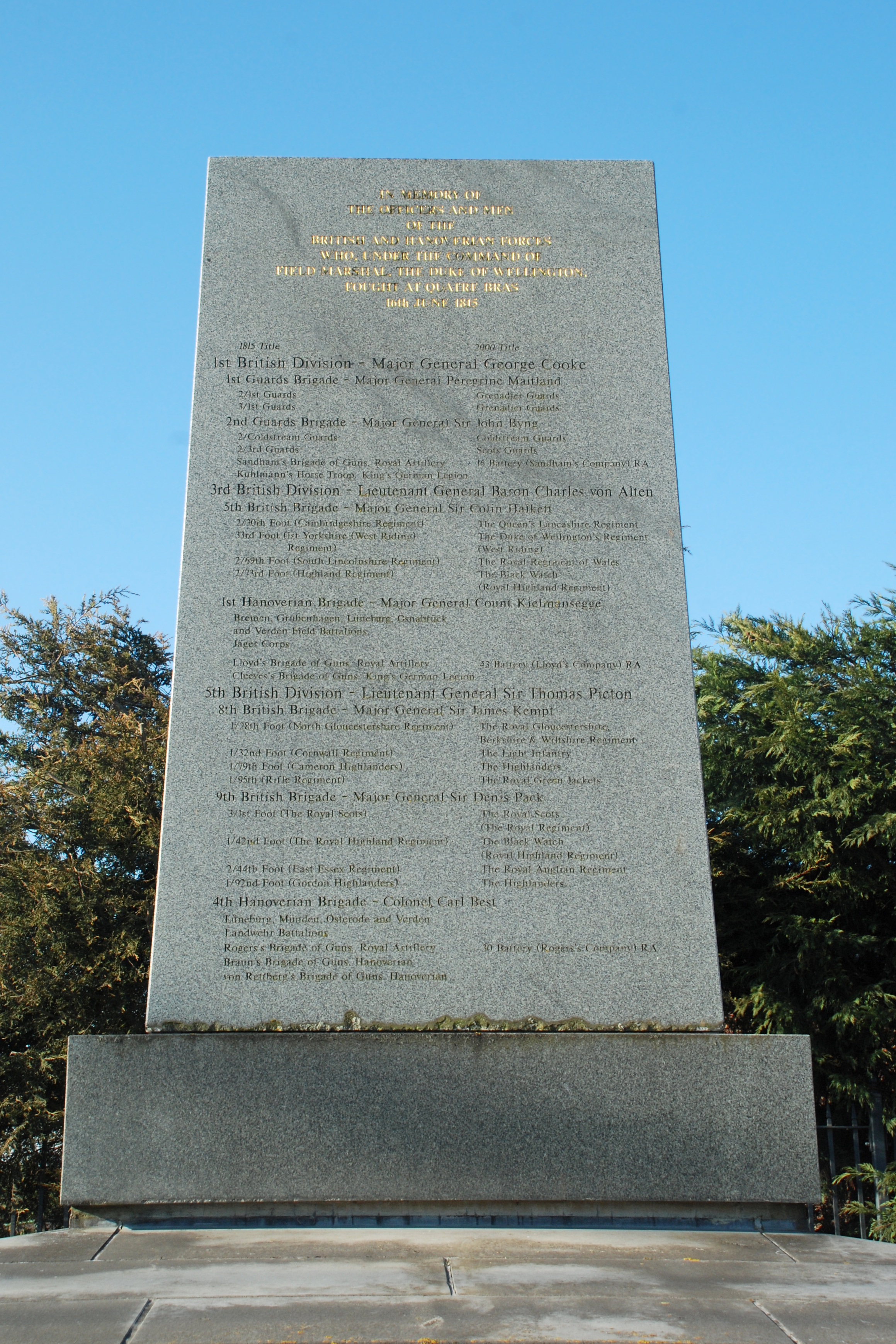
Пам'ятник британським і ганноверським військам.
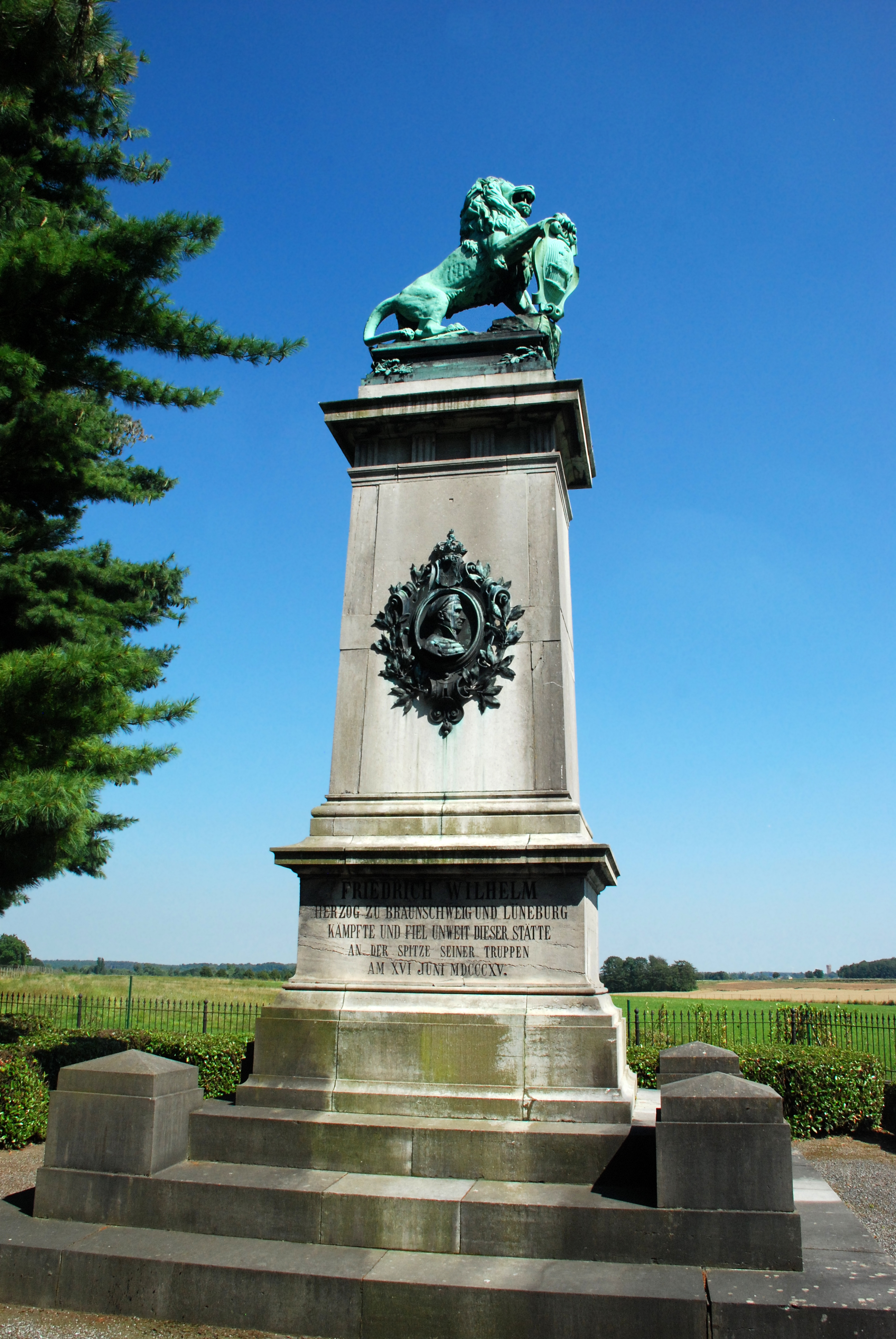
Пам'ятник Брауншвейгу.
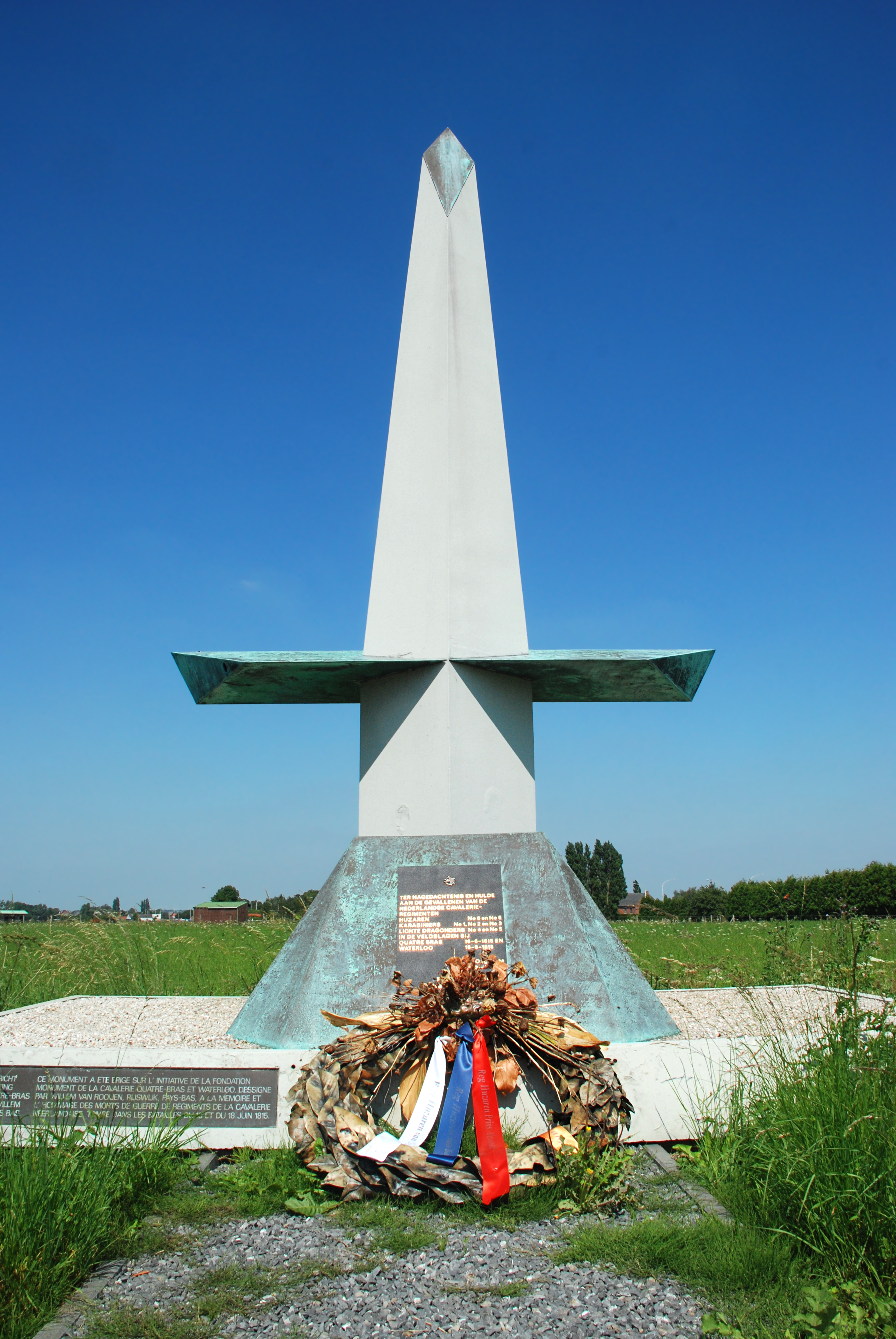
Пам'ятник голландським кавалерійським полкам.
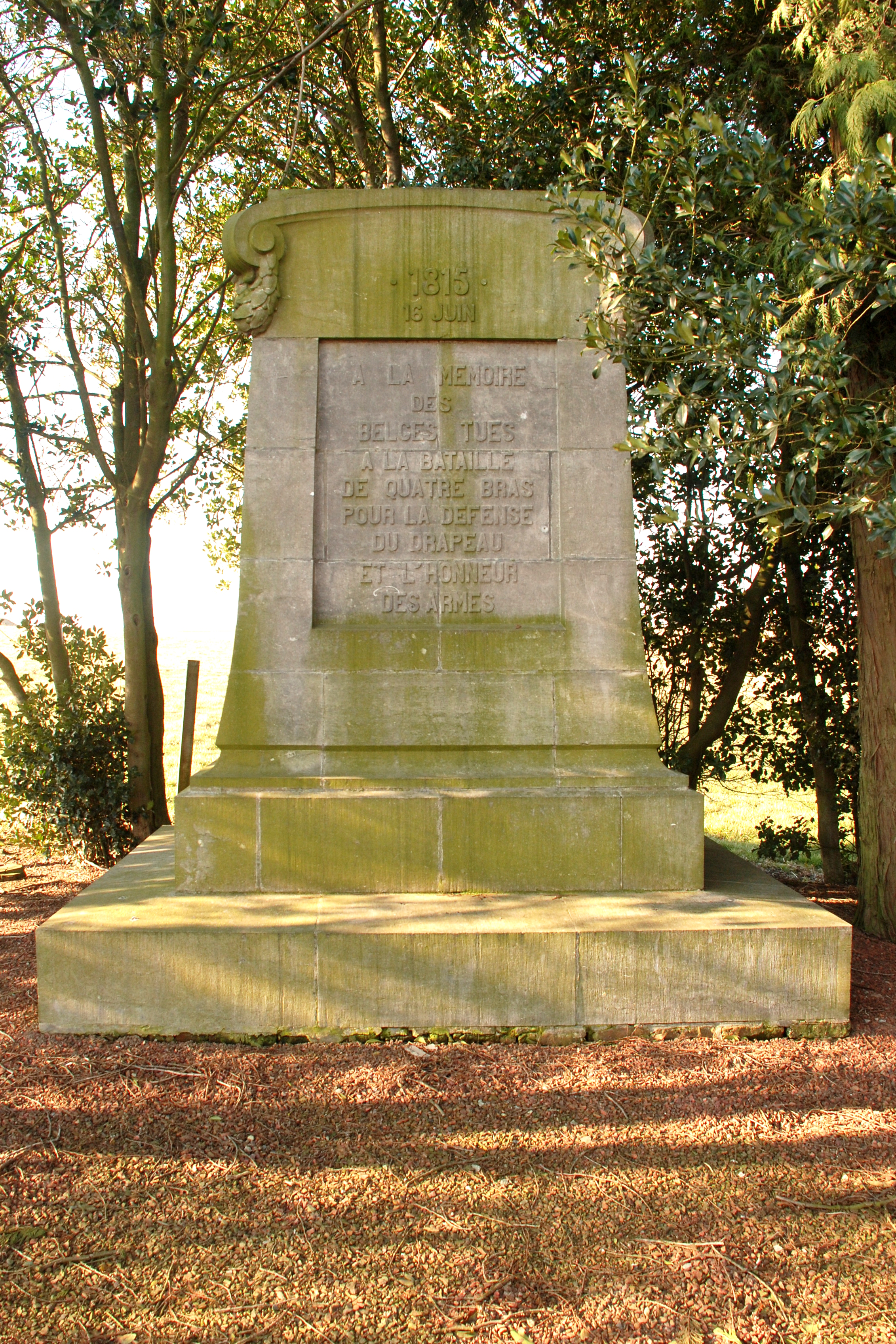
Пам'ятник бельгійцям.

## Подальше читання
- Muilwijk, Erwin (14 лютого 2014). New monument at Quatre Bras. Sovereign House Books. Процитовано 18 серпня 2014.